# ジャン＝ルイ・ガセ
ジャン＝ルイ・ガセ（Jean-Louis Gasset、1953年12月9日 - ）は、フランス・モンペリエ出身の元サッカー選手、現サッカー指導者。現役時代のポジションはMF。2024年2月よりオリンピック・マルセイユの監督と務める。

## 略歴
現役時代は主にモンペリエHSCでプレーした。在籍10年で公式戦250試合近くに出場し、1985年に現役を引退後はモンペリエのトップチームでアシスタントコーチとしてクラブに携わることとなった。1998-99シーズンからトップチームの監督に就任して監督キャリアをスタートさせると、その後は多くのクラブを転々とし、時にはローラン・ブランのアシスタントコーチとしてRCDエスパニョールやフランス代表に帯同していた。
2017-18シーズンの12月に自身2度目となるモンペリエの監督に就任して以降はアシスタントではなく監督業に専念しており、2022年5月20日には、コートジボワール代表の新監督となった。代表監督として初めての大舞台となったアフリカネイションズカップ2023では、グループステージで苦戦し、グループ3位と辛酸をなめた上に国内メディアから強烈なバッシングを受けたことで決勝トーナメント進出が決定した直後に辞任した。なお、同代表はエメルス・ファエへ監督交代後に見事大会優勝を果たしている。
2024年2月20日、オリンピック・マルセイユの監督に招聘された事が決定した。